# Wereldkampioenschappen veldrijden - Mannen beloften
De categorie mannen beloften staat sedert 1996 op het programma van de wereldkampioenschappen veldrijden.

## Medaillewinnaars
| Jaar | Plaats              | Goud                   | Zilver                 | Brons                   |
| 2027 | Oostende            |                        |                        |                         |
| 2026 | Hulst               |                        |                        |                         |
| 2025 | Liévin              | Tibor Del Grosso       | Kay De Bruyckere       | Jente Michels           |
| 2024 | Tábor               | Tibor Del Grosso       | Emiel Verstrynge       | Jente Michels           |
| 2023 | Hoogerheide         | Thibau Nys             | Tibor del Grosso       | Witse Meeussen          |
| 2022 | Fayetteville        | Joran Wyseure          | Emiel Verstrynge       | Thibau Nys              |
| 2021 | Oostende            | Pim Ronhaar            | Ryan Kamp              | Timo Kielich            |
| 2020 | Dübendorf           | Ryan Kamp              | Kevin Kuhn             | Mees Hendrikx           |
| 2019 | Bogense             | Tom Pidcock            | Eli Iserbyt            | Antoine Benoist         |
| 2018 | Valkenburg          | Eli Iserbyt            | Joris Nieuwenhuis      | Yan Gras                |
| 2017 | Belvaux             | Joris Nieuwenhuis      | Felipe Orts            | Sieben Wouters          |
| 2016 | Zolder              | Eli Iserbyt            | Adam Ťoupalík          | Quinten Hermans         |
| 2015 | Tábor               | Michael Vanthourenhout | Laurens Sweeck         | Stan Godrie             |
| 2014 | Hoogerheide         | Wout van Aert          | Michael Vanthourenhout | Mathieu van der Poel    |
| 2013 | Louisville          | Mike Teunissen         | Wietse Bosmans         | Wout van Aert           |
| 2012 | Koksijde            | Lars van der Haar      | Wietse Bosmans         | Michiel van der Heijden |
| 2011 | St. Wendel          | Lars van der Haar      | Mike Teunissen         | Karel Hník              |
| 2010 | Tábor               | Arnaud Jouffroy (*)    | Tom Meeusen            | Marek Konwa             |
| 2009 | Hoogerheide         | Philipp Walsleben      | Christoph Pfingsten    | Paweł Szczepaniak       |
| 2008 | Treviso             | Niels Albert           | Aurélien Duval         | Cristian Cominelli      |
| 2007 | Hooglede-Gits       | Lars Boom              | Niels Albert           | Romain Villa            |
| 2006 | Zeddam              | Zdeněk Štybar          | Lars Boom              | Niels Albert            |
| 2005 | St. Wendel          | Zdeněk Štybar          | Radomír Šimůnek        | Simon Zahner            |
| 2004 | Pontchâteau         | Kevin Pauwels          | Mariusz Gil            | Martin Zlámalík         |
| 2003 | Monopoli            | Enrico Franzoi         | Wesley Van Der Linden  | Thijs Verhagen          |
| 2002 | Zolder              | Thijs Verhagen         | Davy Commeyne          | Tomáš Trunschka         |
| 2001 | Tábor               | Sven Vanthourenhout    | Tomáš Trunschka        | David Kášek             |
| 2000 | Sint-Michielsgestel | Bart Wellens           | Tom Vannoppen          | Davy Commeyne           |
| 1999 | Poprad              | Bart Wellens           | Tom Vannoppen          | Tim Johnson             |
| 1998 | Middelfart          | Sven Nys               | Bart Wellens           | Petr Dlask              |
| 1997 | München             | Sven Nys               | Bart Wellens           | Christophe Morel        |
| 1996 | Montreuil           | Miguel Martinez        | Patrick Blum           | Zdeněk Mlynář           |

(*) In maart 2010 werd bekend dat de Poolse broers Paweł en Kacper Szczepaniak positief testten tijdens het WK. Zij werden oorspronkelijk 1e en 2e.

## Medaillespiegel
| Plaats | Land                | Goud | Zilver | Brons | Totaal |
| ------ | ------------------- | ---- | ------ | ----- | ------ |
| 1      | België              | 13   | 16     | 9     | 38     |
| 2      | Nederland           | 10   | 5      | 6     | 21     |
| 3      | Tsjechië            | 2    | 3      | 6     | 11     |
| 4      | Frankrijk           | 2    | 1      | 4     | 7      |
| 5      | Duitsland           | 1    | 1      | 0     | 2      |
| 6      | Italië              | 1    | 0      | 1     | 2      |
| 7      | Verenigd Koninkrijk | 1    | 0      | 0     | 1      |
| 8      | Zwitserland         | 0    | 2      | 1     | 3      |
| 9      | Polen               | 0    | 1      | 2     | 3      |
| 10     | Spanje              | 0    | 1      | 0     | 1      |
| 11     | Verenigde Staten    | 0    | 0      | 1     | 1      |
| Totaal | Totaal              | 30   | 30     | 30    | 90     |

| Plaats | Naam                   | Goud | Zilver | Brons | Totaal |            |
| ------ | ---------------------- | ---- | ------ | ----- | ------ | ---------- |
| 1      | Bart Wellens           | 2    | 2      | 0     | 4      | 1999, 2000 |
| 2      | Tibor Del Grosso       | 2    | 1      | 0     | 3      | 2024, 2025 |
| 2      | Eli Iserbyt            | 2    | 1      | 0     | 3      | 2016, 2018 |
| 4      | Lars van der Haar      | 2    | 0      | 0     | 2      | 2011, 2012 |
| 4      | Zdeněk Štybar          | 2    | 0      | 0     | 2      | 2005, 2006 |
| 4      | Sven Nys               | 2    | 0      | 0     | 2      | 1997, 1998 |
| 7      | Niels Albert           | 1    | 1      | 1     | 3      | 2008       |
| 8      | Ryan Kamp              | 1    | 1      | 0     | 2      | 2020       |
| 8      | Joris Nieuwenhuis      | 1    | 1      | 0     | 2      | 2017       |
| 8      | Michael Vanthourenhout | 1    | 1      | 0     | 2      | 2015       |
| 8      | Mike Teunissen         | 1    | 1      | 0     | 2      | 2013       |
| 8      | Lars Boom              | 1    | 1      | 0     | 2      | 2007       |
| 13     | Wout van Aert          | 1    | 0      | 1     | 2      | 2014       |

Bijgewerkt op 1 februari 2025.
1996 · 
1997 · 
1998 · 
1999 · 
2000 · 
2001 · 
2002 · 
2003 · 
2004 · 
2005 · 
2006 · 
2007 · 
2008 · 
2009 · 
2010 · 
2011 · 
2012 · 
2013 · 
2014 · 
2015 · 
2016 · 
2017 · 
2018 · 
2019 ·
2020 ·
2021 ·
2022 ·
2023 ·
2024 ·
2025
1950 · 
1951 · 
1952 · 
1953 · 
1954 · 
1955 · 
1956 · 
1957 · 
1958 · 
1959 · 
1960 · 
1961 · 
1962 · 
1963 · 
1964 · 
1965 · 
1966 · 
1967 · 
1968 · 
1969 · 
1970 · 
1971 · 
1972 · 
1973 · 
1974 · 
1975 · 
1976 · 
1977 · 
1978 · 
1979 · 
1980 · 
1981 · 
1982 · 
1983 · 
1984 · 
1985 · 
1986 · 
1987 · 
1988 · 
1989 · 
1990 · 
1991 · 
1992 · 
1993 · 
1994 · 
1995 · 
1996 · 
1997 · 
1998 · 
1999 · 
2000 · 
2001 · 
2002 · 
2003 · 
2004 · 
2005 · 
2006 · 
2007 · 
2008 · 
2009 · 
2010 · 
2011 · 
2012 · 
2013 · 
2014 · 
2015 · 
2016 · 
2017 · 
2018 · 
2019 ·
2020 ·
2021 ·
2022 ·
2023 ·
2024 ·
2025

Categorieën

Mannen elite · 
vrouwen elite · 
mannen beloften · 
vrouwen beloften · 
jongens junioren · 
meisjes junioren · 
gemengde estafette

Voormalig:
mannen amateurs